# Helmfried Meinel

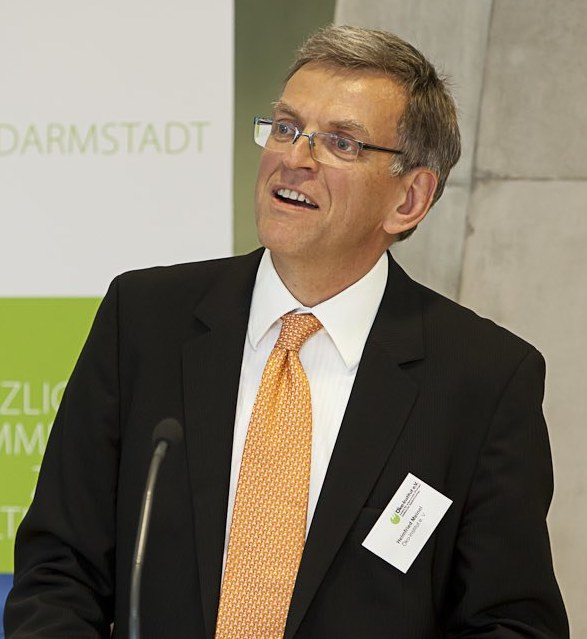
Helmfried Meinel, 2010

Helmfried Meinel (* 2. August 1954 in Albersloh) ist ein deutscher politischer Beamter. Er war von 2011 bis 2021 Ministerialdirektor und Amtschef im Ministerium für Umwelt, Klima und Energiewirtschaft von Baden-Württemberg.

## Leben
Meinel studierte von 1973 bis 1980 Elektrotechnik mit dem Schwerpunkt physikalische Elektronik an der Universität Stuttgart und Physik an der University of Warwick mit dem Abschluss Diplom-Ingenieur. Anschließend war er von 1981 bis 1984 wissenschaftlicher Mitarbeiter am Institut für Physikalische Elektronik der Universität Stuttgart und in gleicher Funktion von 1984 bis 1987 bei der Bundestagsfraktion Bündnis 90/Die Grünen für die Bereiche Forschung und Technologie, Erneuerbare Energien und Klimaschutz.
1988 wechselte Meinel zur Verbraucherzentrale Nordrhein-Westfalen, wo er zunächst als wissenschaftlicher Mitarbeiter in der Abteilung Wohnen und Energie tätig war. 1990 übernahm er dort die Leitung der Abteilung Wohnen und Energie und ab 1997 des Bereichs Spezielle Verbraucherthemen (Energie, Ernährung, Umwelt, Wohnen/Pflege). Zugleich wurde er Mitglied der Geschäftsleitung sowie in den Jahren 2005 und 2006 zusätzlich kommissarischer Leiter des Bereichs Verbraucherrecht und Finanzdienstleistungen.
Am 16. Mai 2011 ernannte ihn Ministerpräsident Winfried Kretschmann (Bündnis 90/Die Grünen) zum Ministerialdirektor und Amtschef im Ministerium für Umwelt, Klima und Energiewirtschaft des Landes Baden-Württemberg. Ende 2021 wurde er in den Ruhestand verabschiedet und Michael Münter folgte auf ihn.
Von 2002 bis 2011 war Meinel Mitglied im Vorstand des Öko-Instituts, davon 2005 bis 2011 als Sprecher des Vorstands.
Helmfried Meinel ist verheiratet und Vater einer Tochter.

## Positionen
Meinel ist Verfechter einer ambitionierten Klimaschutzpolitik, die von den europäischen Institutionen mit ambitionierten Instrumenten wie zum Beispiel dem  Emissionsrechtehandel oder der Effort Sharing Regulation (siehe auch Lastenteilungsentscheidung) umgesetzt werden sollen.